# Против Феокрина
«Против Феокрина» — судебная речь, которую приписывают древнегреческому оратору Демосфену. Сохранилась в составе «демосфеновского корпуса» под номером LVIII, была произнесена предположительно в 342 году до н. э.

## Содержание
Речь произнёс в суде афинянин Эпихар, подавший иск против Феокрина. По его словам, ответчик не имел права выступать в Народном собрании по трём причинам: он обвинил некоего Микона в преступлении, но не подал на него в суд, он был уличён в растрате, а его отец был оштрафован за незаконное освобождение рабыни.
Либаний в своём «Содержании» уточняет: «Большинство считает, что речь принадлежит Динарху, хотя она совсем не отличается от речей Демосфена». По словам лексикографа Гарпократиона, автором речи был «либо Демосфен, либо Динарх». Исследователи относят суд над Феокрином к 342 году до н. э.